# Бонше
Бонше (пол. Bąsze, нім. Bonschen) — село в Польщі, у гміні Бартошиці Бартошицького повіту Вармінсько-Мазурського воєводства.
Населення — 44 особи (2011).

## Демографія
Демографічна структура станом на 31 березня 2011 року:
|          | Загалом | Допрацездатний вік | Працездатний вік | Постпрацездатний вік |
| -------- | ------- | ------------------ | ---------------- | -------------------- |
| Чоловіки | 24      | 6                  | 14               | 4                    |
| Жінки    | 20      | 2                  | 12               | 6                    |
| Разом    | 44      | 8                  | 26               | 10                   |